# Helmuth Dirckinck-Holmfeld

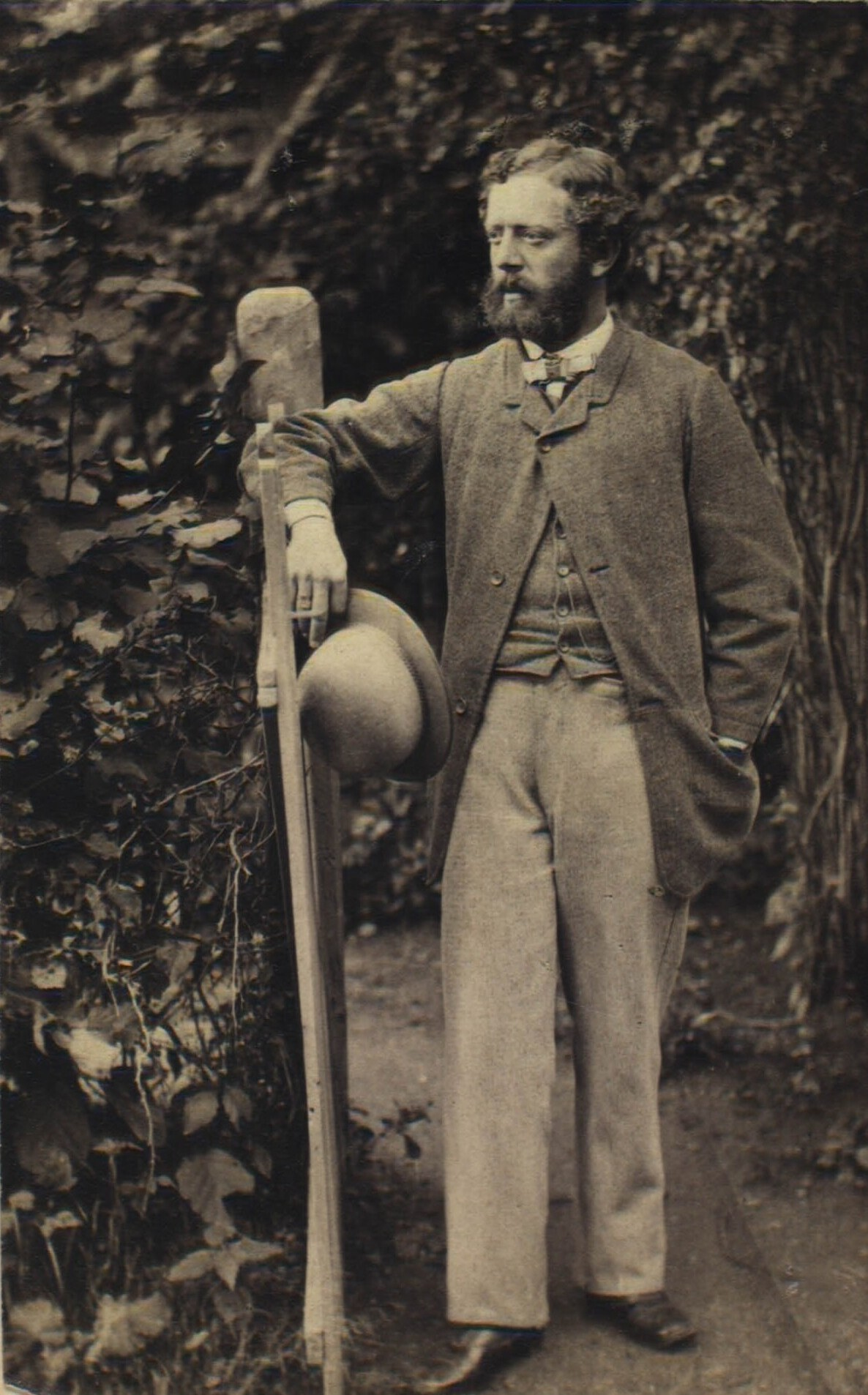
Helmuth Dirckinck-Holmfeld (um 1885)

Helmuth Dirckinck-Holmfeld, vollständig Helmuth Bernhard Edwin Emanuel Dirckinck friherr af Holmfeld, Pseudonym van Dierking (* 7. Juli 1835 in Schwarzenbek; † 11. September 1912 in Seattle) war ein deutsch-dänischer Maler. Er schuf vor allem Landschaftsbilder im Stil des dänischen Goldenen Zeitalters und Porträts. Von dokumentarischer Bedeutung sind seine Zeichnungen aus Grönland und Alaska.

## Leben
Dirckinck-Holmfeld stammte aus einer ursprünglich katholischen westfälisch/niederländischen Offiziersfamilie, die in Dänemark sesshaft geworden war. Sein Großvater wurde 1806 in den dänischen Adel rezipiert und erhielt mit Patent vom 30. Mai 1828 den Titel Freiherr von Holmfeld. Helmuth war ein Sohn des damaligen dänischen Amtmanns in Schwarzenbek Constant Dirckinck-Holmfeld und dessen erster Ehefrau Anna Susanna, geb. Kinckel, adopt. Castonier (1799–1836). Ulysses Dirckinck-Holmfeld und Edwin von Dirckinck-Holmfeld waren seine Onkel. Sein Bruder Johannes Dirckinck-Holmfeld (1836–1864) fiel als dänischer Leutnant in der Schlacht von Oeversee.
Von 1855 bis 1862 studierte Helmuth Dirckinck-Holmfeld an der Königlich Dänischen Kunstakademie in Kopenhagen, vor allem bei Vilhelm Marstrand sowie ein Jahr bei Hans Gude an der Kunstschule Karlsruhe. 1886/87 besuchte er die Malschule von Kristian Zahrtmann in Kopenhagen. Von 1858 bis 1883 nahm er an den jährlichen Akademie-Ausstelllungen im Schloss Charlottenborg teil.
Er unternahm zahlreiche Reisen, die ihn in den Jahren 1863 bis 1874 oft nach Deutschland und 1884 mit Carl Ryder auf dem Schoner Fylla  bis nach Grönland führten. Danach ging er nach Nordamerika. Eine Zeitlang hatte er ein Studio in Montreal. In der zweiten Hälfte der 1890er Jahre kam er an die Westküste. 1899 nahm er an einer von der Zeitung Seattle Post-Intelligencer organisierten Exkursion von Geschäftleuten aus Seattle nach Alaska teil. Er blieb in Seattle, verbrachte aber auch mehrere Sommer in Vancouver.
Helmuth Dirckinck-Holmfeld war verheiratet mit Margrethe Christiane, geb. Schrader aus Tondern (1846–1933). Das Paar hatte eine Tochter, Julie Susanne Gabrielle Lilly (* 1871 in Karlsruhe), die 1898 den St. Petersburger Schiffsmakler Niklas Heimbürger heiratete, und einen Sohn, Constant Ulysses Edwin Johannes (1875–1945), der dänischer Marineoffizier wurde. Der Architekt Kjeld Viggo Dirckinck-Holmfeld (* 1925) war sein Enkel.
Helmuth Dirckinck-Holmfeld starb 1912 in Seattle. Seine Asche wurde in einer Urne mit seinem (Selbst-?)Porträt im Kolumbarium von Wilhelm’s Portland Memorial Funeral Home  in Portland (Oregon) beigesetzt.

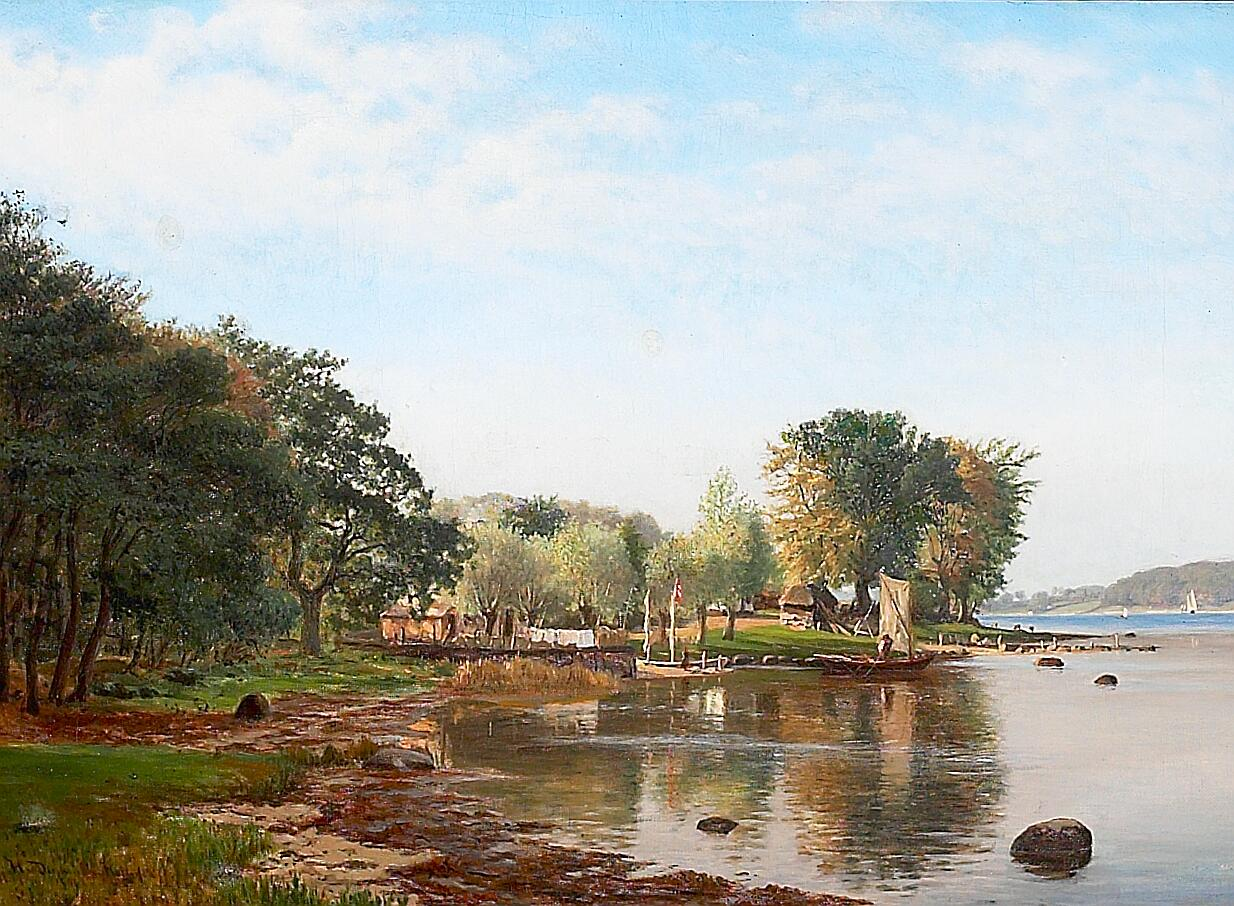
Küstenpartie (1876)
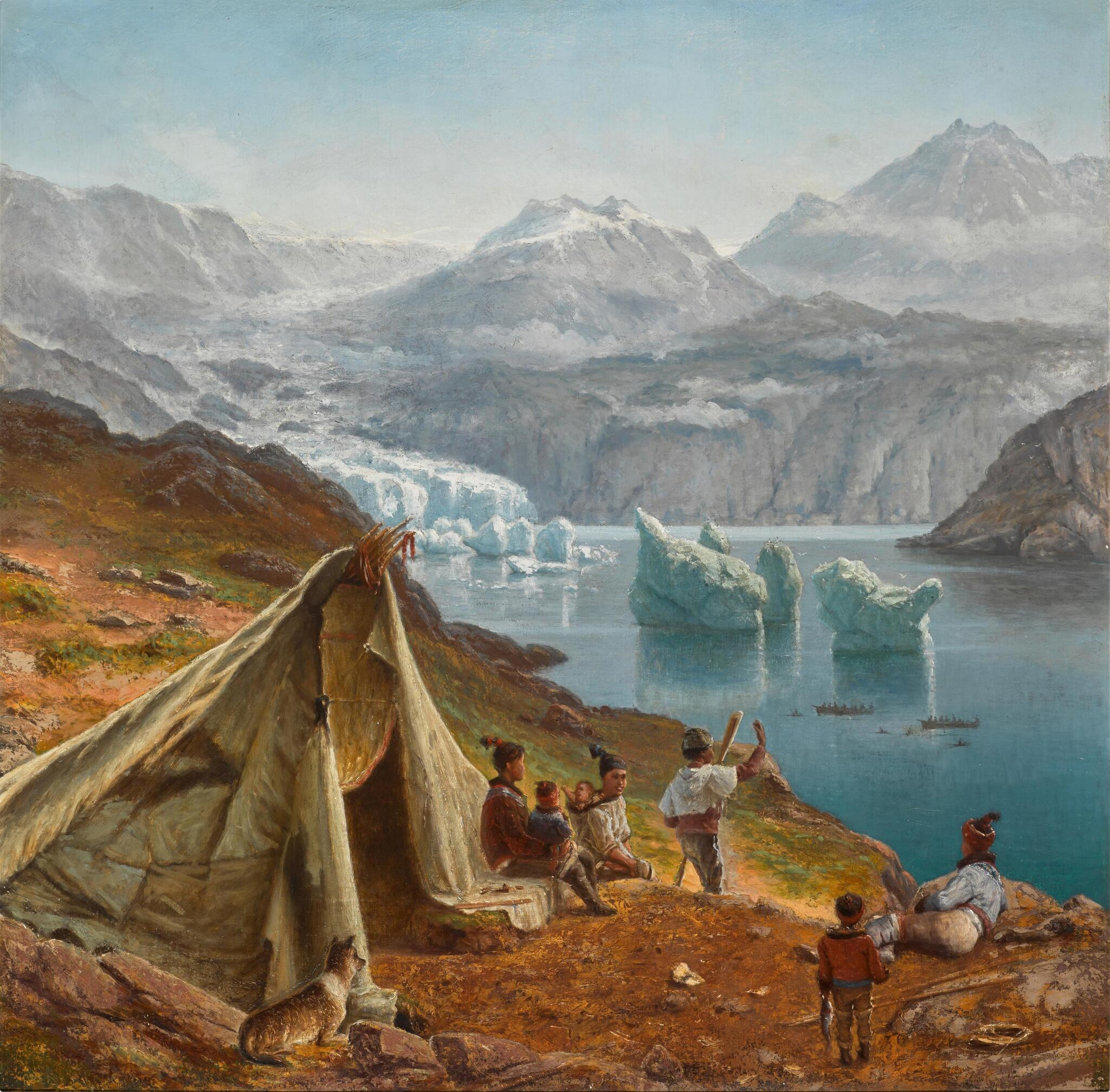
Close Encounters (1884)
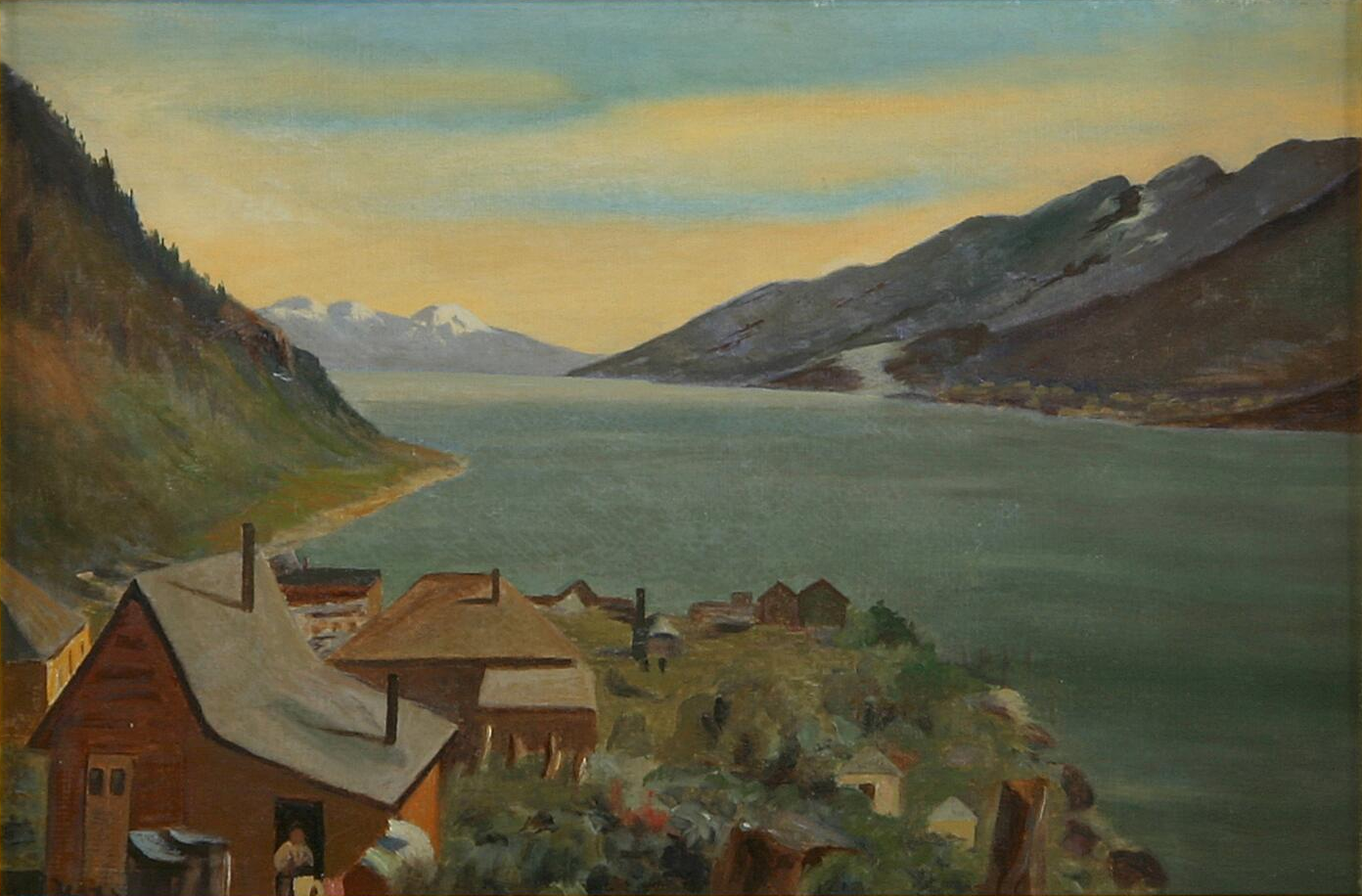
Fjordpartie (undatiert)